# Josef Aschbacher

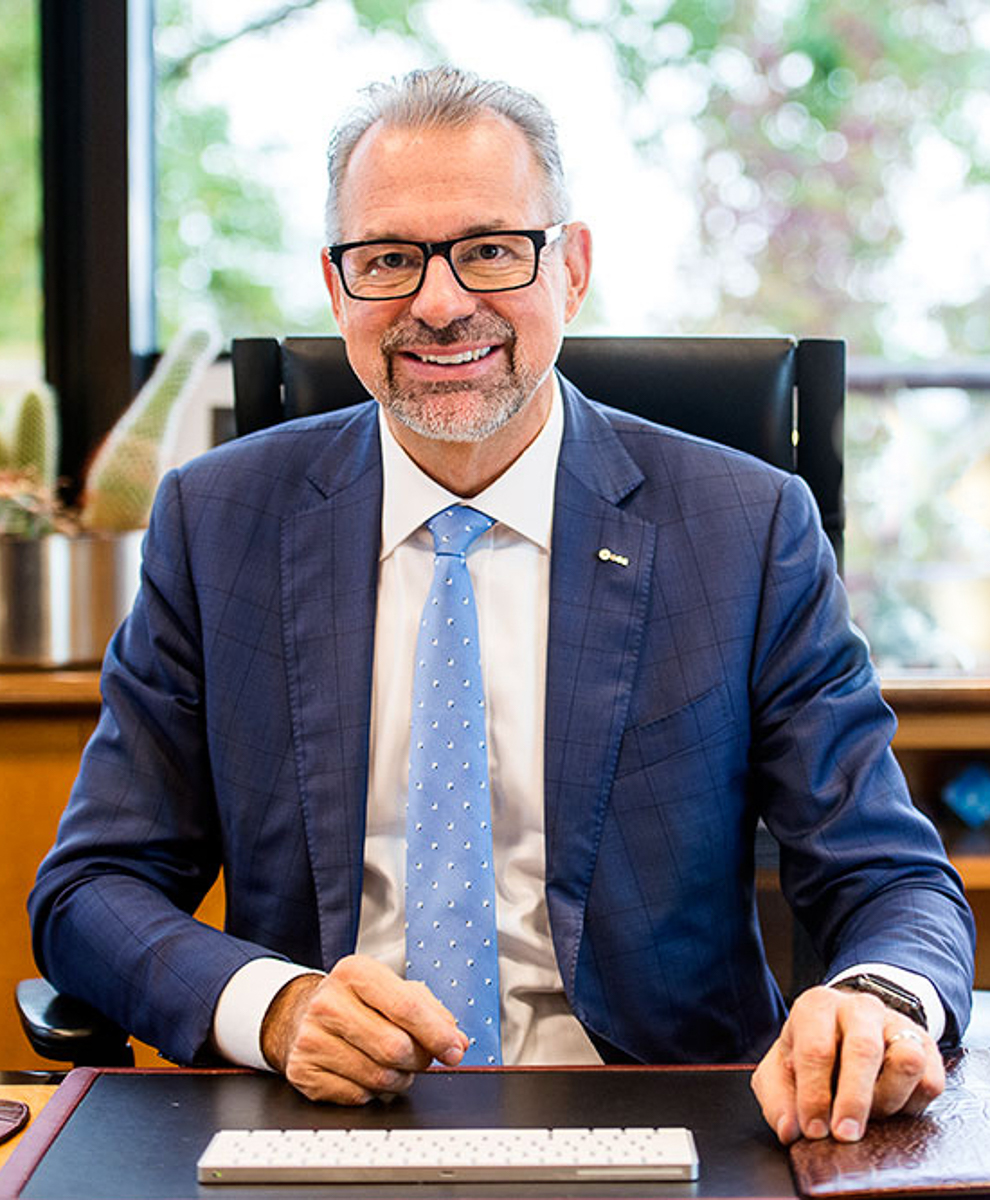
Josef Aschbacher 2020

Josef Aschbacher (* 7. Juli 1962 in Ellmau) ist ein österreichischer Weltraumforscher und -funktionär. Seit dem 1. März 2021 ist er Generaldirektor der Europäischen Weltraumorganisation (ESA).

## Berufliche Laufbahn
Aschbacher, Sohn von Bergbauern in Ellmau, studierte Meteorologie und Geophysik an der Universität Innsbruck und wurde zum Dr. rer. nat. promoviert. Von 1985 bis 1989 war er als wissenschaftlicher Mitarbeiter am Institut für Meteorologie und Geophysik tätig. Danach bewarb er sich bei der Europäischen Weltraumorganisation (ESA), startete dort im Traineeprogramm und arbeitete ab 1990 am Europäischen Weltraumforschungsinstitut (ESRIN) in Frascati bei Rom.
Nach einer Tätigkeit am Asian Institute of Technology in Bangkok (Thailand) von 1991 bis 1993 kam er wieder nach Europa und entwickelte am EU-Joint Research Centre in Ispra (Italien) das unter dem Namen „Copernicus“ bekannte EU-Erdbeobachtungsprogramm federführend mit. 2001 wechselte er nach Paris und war sieben Jahre am ESA-Hauptquartier tätig. Danach arbeitete er wiederum am ESRIN in Italien; von 2016 bis 2021 leitete er dieses Institut.
Im Dezember 2020 wurde er als Nachfolger von Johann-Dietrich Wörner für vier Jahre zum Generaldirektor der ESA gewählt. Dieses Amt mit Dienstsitz in Paris trat er am 1. März 2021 an. 2025 wurde Aschbacher das Ehrenzeichen für Verdienste um die Republik Österreich von der Regierung Österreichs verliehen.